# بخش وینتون (شهرستان وینتون، اوهایو)
بخش وینتون (به انگلیسی: Vinton Township) یک منطقهٔ مسکونی در ایالات متحده آمریکا است که در شهرستان وینتون، اوهایو واقع شده‌است.
 بخش وینتون ۹۵٫۶ کیلومتر مربع مساحت و ۵۴۸ نفر جمعیت دارد و ۲۶۰ متر بالاتر از سطح دریا واقع شده‌است.